# José Ángel Abad
José Ángel Abad Pérez (19 de marzo de 1971, Gijón, Asturias) es un periodista corresponsal español.

## Actividad profesional
En 1993 inicia su trayectoria profesional como freelance en Yugoslavia. Al año siguiente se incorpora a la cadena de televisión Antena 3 Television en Madrid. Cuatro años después, en 1998, desempeña para esta cadena el puesto de corresponsal en Galicia y Asturias.  
En 1999 es nombrado corresponsal de Antena 3 Television en Londres y desde 2003 es corresponsal de Antena 3  Television en Nueva York, donde reside en la actualidad. Cubre la actualidad política de Estados Unidos, además de las noticias más relevantes y los eventos más destacados del país, como la gala de entrega de los Óscar. 